# Cotoca (gemeente)
Cotoca is een gemeente (municipio) in de Boliviaanse provincie Andrés Ibáñez in het departement Santa Cruz. De gemeente telt naar schatting 53.379 inwoners (2018). De hoofdplaats is Cotoca.